# Martigny
Martigny este un oraș așezat la vărsarea lui Dranse în Rhône din districtul Martigny din cantonul Wallis, Elveția.

## Geografie
Orașul este subîmpărțit în:
- Martigny-Ville (altitudinea de 475 m CH n.m.), in Vale
- Martigny-Bourg, (altitudinea de 486 m CH n.m.) la gura văii Val de Bagnes
- La Bâtiaz, pe malul stâng a râului Dranse vizavi de Martigny-Ville (între 1845-1956 era o comunitate de sine stătătoare).

Martigny-Combe  pe malul stâng a râului Dranse.

## Imagini
|  |  |

|  |  |